# 카스티가 대 미국 사건
카스티가 대 미국 사건은 자기부죄금지원칙에 대한 미국 연방대법원의 유명판례이다. 수정헌법 제5조의 자기부죄 특권 주장에 대해 정부가 기소 면책권을 부여함으로써 증인이 증언하도록 강요할 수 있는지 여부를 판결한 미국 대법원의 판결이었다.

## 참고 문헌
- 박승옥, 미국 형사판례 90선, 법수레, 2013. ISBN 979-1-185-27801-8